# AIDS-Memorial (Monaco di Baviera)

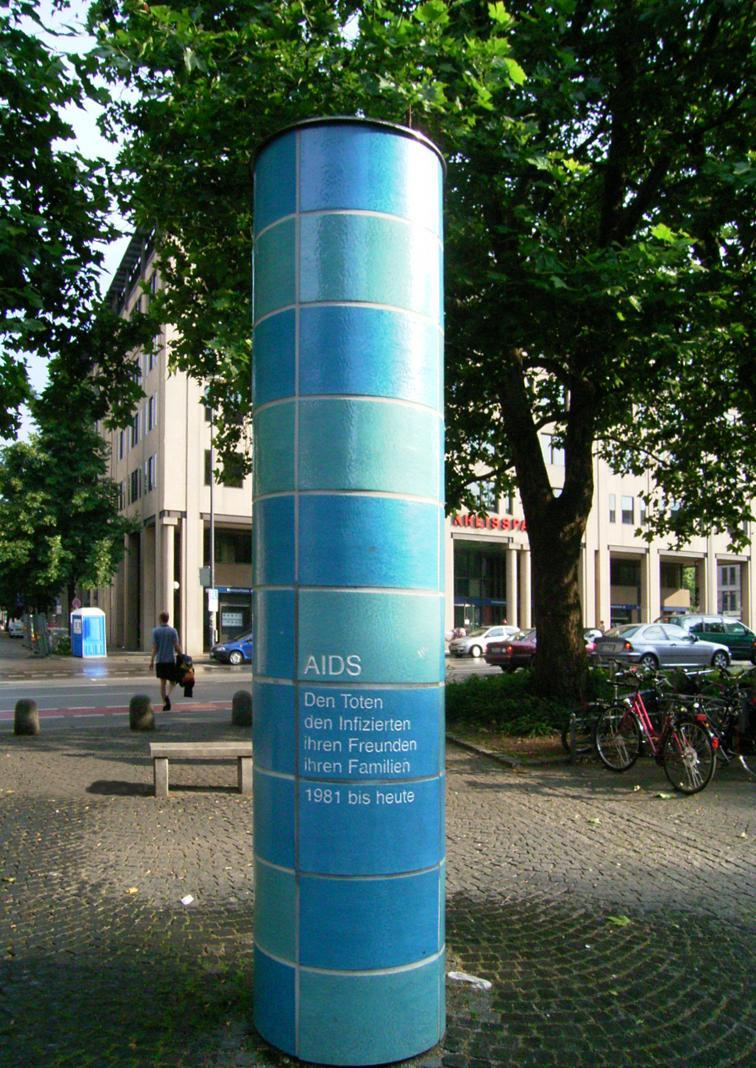
Il Memorial con insegna

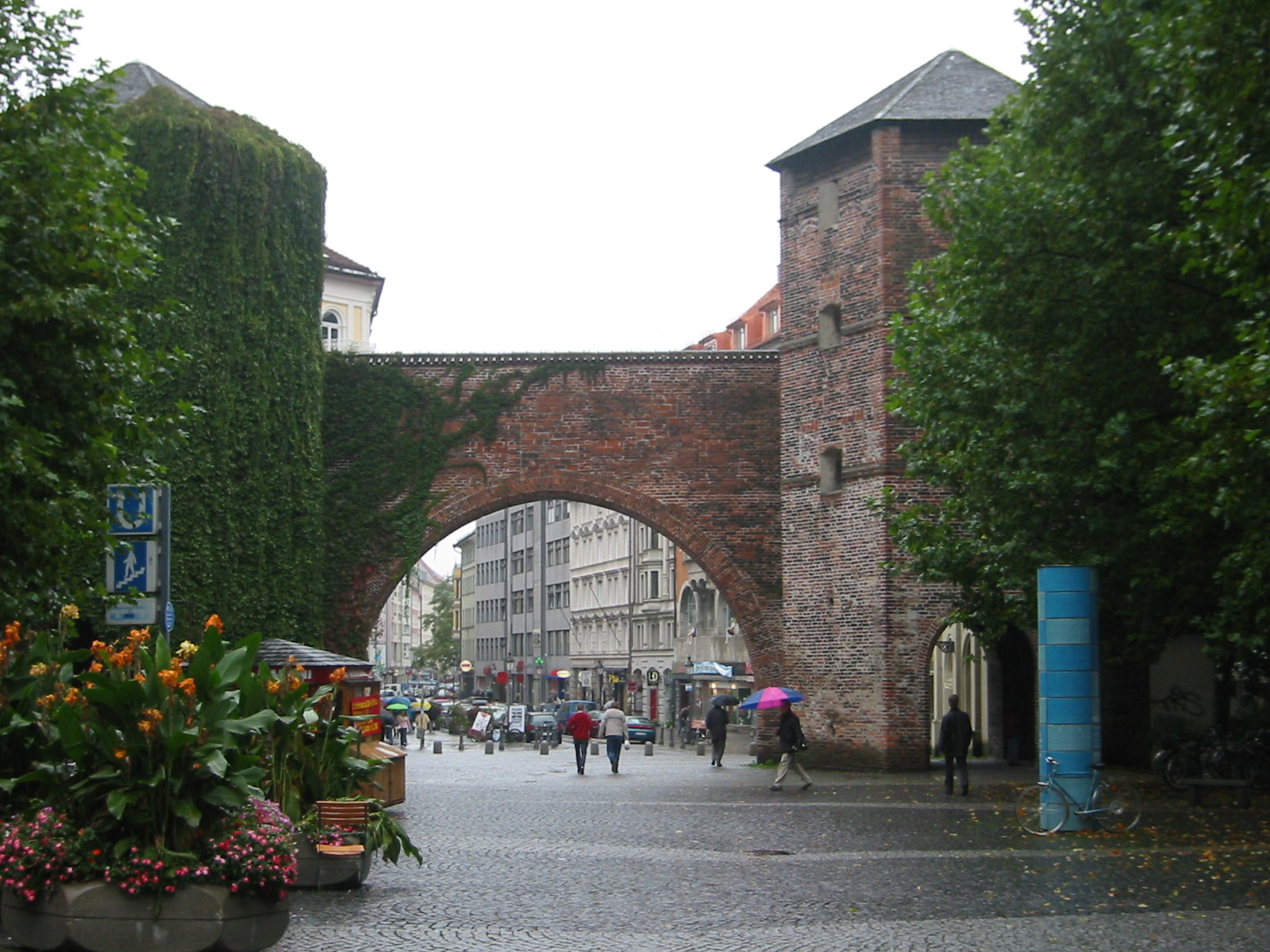
La colonna blu accanto alla Porta Sendling

L'AIDS-Memorial di Monaco di Baviera è una colonna blu eretta nel 2001 davanti alla porta medievale Sendlinger Tor.
Il monumento attuale è il vincitore di un concorso al quale sono stati invitati 13 artisti internazionali.
L'artista Wolfgang Tillmans ha copiato una della colonne che si trovano nella stazione della metropolitana Sendlinger Tor, cioè esattamente sotto il monumento. Il messaggio è di portare alla luce del giorno la problematica della malattia, la colonna è affiancata a due panchine che invitano ad una pausa di riflessione sul tema.
Il monumento riporta su due lati della colonna la seguente scritta: